# 昌黎县
昌黎县地处中国河北省东部、濒临渤海，是秦皇岛市西部下辖的一个县，东临抚宁县，西接滦县。縣人民政府駐昌黎鎮。
昌黎县素有“花果之乡、鱼米之乡、旅游之乡、文化之乡”的美誉。

## 历史
923年，契丹在侨置营州境内建立了营州邻海军，并在州治新置广宁县，以安置定州俘户。金大定二十九年（1189年），广宁县改名为昌黎县，取“黎庶昌盛”之意定名。

## 人口
根據第七次全國人口普查數據，截至2020年11月1日零時，昌黎縣常住人口487989人。

## 旅游

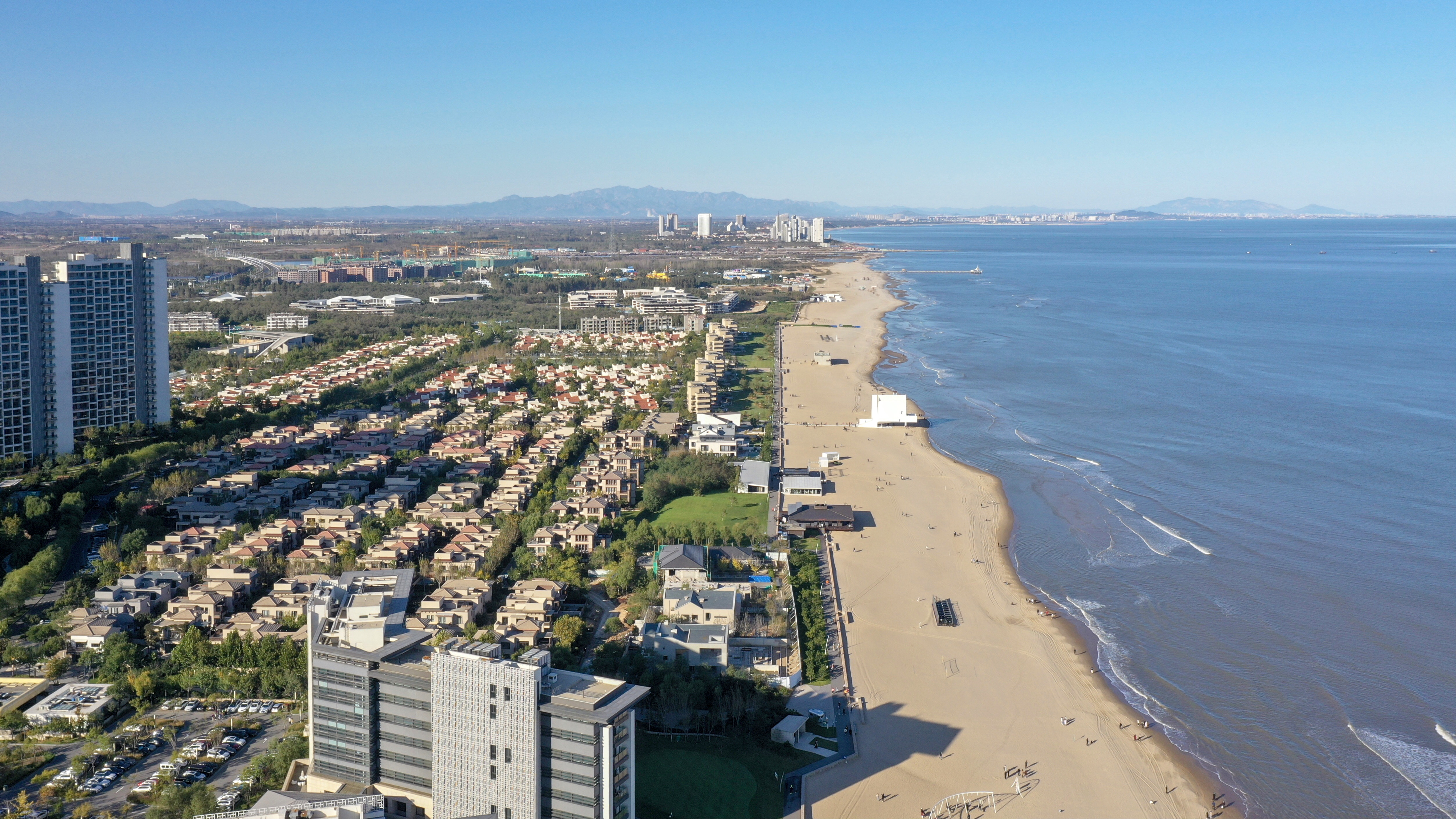
昌黎黄金海岸，已经成为当地房地产的重要开发区域

位于南部大蒲河镇的大蒲河口附近，是著名的旅游避暑胜地昌黎黄金海岸。昌黎西北有碣石山，主峰海拔695米。

## 行政区划
昌黎县下辖11个镇、5个乡：
昌黎镇、靖安镇、安山镇、龙家店镇、泥井镇、大蒲河镇、新集镇、刘台庄镇、茹荷镇、朱各庄镇、荒佃庄镇、团林乡、葛条港乡、马坨店乡、两山乡和十里铺乡。

## 交通
- 205国道过境。
- 京哈铁路经过境内。
- 新建的秦皇岛北戴河机场也位于昌黎。